# Lymantria grandis
Lymantria grandis este o specie de molii din genul Lymantria, familia Lymantriidae, descrisă de Walker 1855 Conform Catalogue of Life specia Lymantria grandis nu are subspecii cunoscute.